# Даяна Крол
Даяна Джийн Крол (на английски: Diana Jean Krall) е канадска джаз пианистка и певица, прочута със своя контраалтов глас.
От нейните албуми са разпродадени над 6 млн. броя само в САЩ, както и над 15 млн. в цял свят. На 11 декември 2009 г. списание „Билборд“ я определя като „Втори в йерархията джаз изпълнител за първото десетилетие на 21 век“. Тя е единствената джаз певица, която е издала 8 албума, присъстващи в най-горната част на класацията „Билборд – Джаз албуми“.
Към днешна дата е спечелила 5 награди Грами и 8 награди Джуно. Притежава сертификати за 9 златни, 3 платинени и 7 многоплатинени албуми.
Омъжена е за английския певец и музикант Елвис Костело от 6 декември 2003 г. Имат 2 близнаци – Декстър Хенри Лоркан и Франк Харлан Джеймс, родени в Ню Йорк Сити на 6 декември 2006 г.

## Дискография

### Студийни албуми
- Stepping Out (1993)
- Only Trust Your Heart (1995)
- All for You: A Dedication to the Nat King Cole Trio (1996)
- Love Scenes (1997)
- When I Look in Your Eyes (1999)
- The Look of Love (2001)
- The Girl in the Other Room (2004)
- Christmas Songs (2005)
- From This Moment On (2006)
- Quiet Nights (2009)
- Glad Rag Doll (2012)
- Wallflower (2015)
- Turn Up the Quiet (2017)
- Love Is Here to Stay with Tony Bennett (2018)
- This Dream of You (2020)

### Live албуми
- Live in Paris (2002)

### Видео албуми
- Live in Paris (2002) Формат DVD, Blu-ray
- Live at the Montreal Jazz Festival (2004) Формат DVD
- Live in Rio (2009) Формат DVD, Blu-ray

### Сингли
- Why Should I Care (1999) от албума When I Look in Your Eyes
- Temptation (2004) от албума The Girl in the Other Room
- Narrow Daylight (2004) от албума The Girl in the Other Room
- There Ain't No Sweet Man That's Worth the Salt of My Tears (2012) от албума Glad Rag Doll